# 1864

## أحداث
- تأسيس مدينة أتيبايا وتقع حاليا في البرازيل.
- تأسيس مدينة هوب تاون [الإنجليزية] وتقع حاليا في باهاماس.
- تأسيس مدينة كامبينا غراندي وتقع حاليا في البرازيل.
- 25 أكتوبر: تأسيس مدينة مورينو، بوينس آيرس وتقع حاليا في الأرجنتين.
- نهاية حرب القوقاز في 1864 والتي بدأت في 1817.
- وقوع حرب شلسفيغ الثانية بداية من 1 فبراير 1864 إلى 31 أكتوبر 1864.
- بداية حرب جزر تشينتشا في 14 أبريل 1864 والتي انتهت في 1866.
- بداية حرب الأوروغواي في 10 أغسطس 1864 والتي انتهت في 20 فبراير 1865.
- بداية حرب الباراغواي في 27 ديسمبر 1864 والتي انتهت في 1 مارس 1870.
- 31 أكتوبر - ولاية نيفادا تصبح الولاية الـ 36 من الولايات المتحدة الأمريكية.
- 21 مايو - ذكرى تهجير الشركس من بلاد القفقاس

## مواليد
- أبراهام كوك
- أحمد القوصي
- أحمد زيوار باشا
- ألفريد نوسيج
- ألفريد هيرمان
- أوتو إريش هارتليبن
- إريك أكسل كارلفلت
- ادجار الجيرنون روبرت جاسكوين
- بانجو باترسون
- بيرسي كوكس
- تاناكا غيتشي
- توماس أرنولد
- جورج إلكوت
- ديمتري إيفانوفسكي
- روحي الخالدي
- ريتشارد شتراوس
- سالم المبارك الصباح
- سيزار فلايشلن
- عبد الحميد الجابري
- فالتر هيرمان نيرنست
- فلهلم فيين
- لوسيا زاراتي
- ماكس فيبر
- محمد علي عامر المجيعي
- موريس لوبلان
- ميجيل دي أونامونو
- هيرمان مينكوفسكي
- وليام سبري
- يسرائيل زانغويل
- رشيد الخوري الشرتوني
- حمد حسب بريك

## وفيات
- إبراهيم رمضان
- جورج بول
- جون براون فرانسيس
- ديفيد ساسون
- ستيفن فوستر
- فرديناند لاسال
- ناثانيال هاوثورن
- هنري جونسون
- ويليام ألن